# فریدون
فِرِیدونْ یا آفریدونْ (به اوستایی: 𐬚𐬭𐬀𐬉𐬙𐬀𐬊𐬥𐬀 ت.ت. 'ثْرَئیتَونَه'؛ به پارسی میانه: 𐭯𐭫𐭩𐭲𐭥𐭭 ت.ت. 'فِرِدُن') از برجسته‌ترین چهره‌های اسطوره‌ای ایران است. او پسر آبتین و فرانک و از تبار جمشید است که با یاری کاوه آهنگر بر ضحاک ستمگر، چیره شد و او را در کوه دماوند، زندانی کرد. سپس خود، پادشاه جهان می‌شود و در شاهنامه فردوسی از پادشاهان پیشدادی به‌شمار می‌آید. فریدون، جهان را میان سه پسرش سلم، تور و ایرج بخش می‌کند. ایران را به ایرج می‌دهد ولی سلم و تور به ایرج، رشک برده و ایرج را می‌کُشند. فریدون پس از آگاهی از این رخداد، ایران را به منوچهر، نوهٔ ایرج می‌بخشد. زادگاه فریدون، روستای ورکه لاریجان در تبرستان یا وَرَنا که در متون متأخر به‌نام «وَر» شناخته شده، یک روستا در منطقهٔ لاریجان بوده است. سنگ بنای آمل و رویان را فریدون گذاشت.

## ریشه‌شناسی نام
نگارش اوستایی فریدون، «ثْرَئیتَونَه» (به اوستایی: 𐬚𐬭𐬀𐬉𐬙𐬀𐬊𐬥𐬀 ت.ت. 'ثْرَئیتَونَه') و نگارش پارسیگ آن «فِرِدُن» (به پارسی میانه: 𐭯𐭫𐭩𐭲𐭥𐭭 ت.ت. 'فِرِدُن') است. در زبان پارسی این نام به گونهٔ آفریدون، فَریدون و اَفریدون نیز آمده است.

### معنای نام فریدون
بخش نخست "ثریته", "ثری" به معنای سومین، سه است ریشه نام، شاید به معنای دارنده سه قدرت و توانایی است که دربرگیرندهٔ توان رزمی، سررشته داری از پزشکی، و هنر افسونگری و جادوگری است

## دراوستا
از فریدون چندین بار در اوستا یاد شده و به او لقب آثویانی داده شده است که به معنای از خاندان آثویه است. این واژه در پهلوی تبدیل به آستپیان شده است. نبرد بزرگ او در اوستا پیروزی در برابر اژدهایی سه سر و شش چشم به نام دهاک است. در یسنا هات ۹ بند ۷–۸، چون آبتین نفر دومی است که نوشابهٔ هوم ساخته، این موهبت به او می‌رسد که پسری چون فریدون داشته باشد.

فریدون از خاندان توانا… آن که اژیدهاک را فروکوفت سه پوزهٔ سه کلهٔ شش چشم را آن دارندهٔ هزار چالاکی را
فریدون در اوستا قهرمانی است که شخصیتی نیمه‌خدایی دارد و لقب او اژدهاکُش است. او پسر آبتین (اثفیان) است. بر پایهٔ اوستا فریدون در وارنه زاده شده که با روستای ورکه در لاریجان طبرستان مطابقت یافته است. در منابع قدیم و متقدم، روستای ورکهٔ لاریجان در طبرستان محل تولد فریدون نامیده شده است. ناحیه‌ای به نام وَرِن در دهستان هرازپی جنوبی شهرستان آمل قرار دارد.
پیروزی فریدون بر ضحاک او را به جایگاه پیروزمندترین مردمان (بعد از زرتشت) می‌رساند و مایه به دست آوردن بخشی از فرّ جمشید را که گریخته؛ می‌شود. در زامیادیشت این‌گونه آمده است که فرّ شاهی که از جمشید گسسته بود به فریدون رسید.

دومین بار فرّ بگسست، آن فرّ جم پسر ویونگهان به پیکر مرغ وارغن به بیرون شتافت. این فر را فریدون پسر خاندان آتبین برگرفت که جز زرتشت پیروزترین مردمان بود
در آبان‌یشت بند ۳۴، فریدون از آناهید می‌خواهد که بر اژیدهاک پیروزی یابد و همسرانش سنگهوک و ارنوک را برباید.

فریدون پسر آتبین از خاندان توانا در سرزمین چهار گوشه ورن صد اسب و هزار گاو و ده هزار گوسفند او را پیشکش آورد و از وی خواستار شد
ای اردویسور آناهیتا ای نیک ای تواناترین
مرا این کامیابی ارزانی دار که من بر اژیدهاک سه پوزه سه کله شش چشم آن دارنده هزار چالاکی آن دیو بسیار زورمند دروج آن دروند آسیب رسان جهان و آن زورمندترین دروجی که اهریمن برای جهان اشه، به پتیارگی در جهان استومند بیافرید پیروز شوم و هر دو همسرش سنگهوک و ارنوک را که برازندهٔ نگاهداری خاندان و شایستهٔ زایش و افزایش دودمان اند از وی بربایم.
اردویسور آناهیتا که همیشه خواستار زور نیازکننده و به آیین پیشکش آورنده را کامروا کند، او را کامیابی بخشید

## فریدون درادبیات پهلوی
گرچه از اوستا و همچنین گزارش طبری این‌گونه بر می‌آید که وی دهاک را کشته است. در ادبیات پهلوی این‌گونه نوشته شده است که پس از فرمان اورمزد، از کشتن اژدها منصرف می‌شود مبادا این‌که موجودات آزاردهنده‌ای از جسد او بیرون بیایند. او دهاک را به زنجیر می‌کشد و در کوه دماوند به بند می‌کشد تا در روز پایان جهان به‌دست گرشاسب کشته شود.

## درشاهنامه

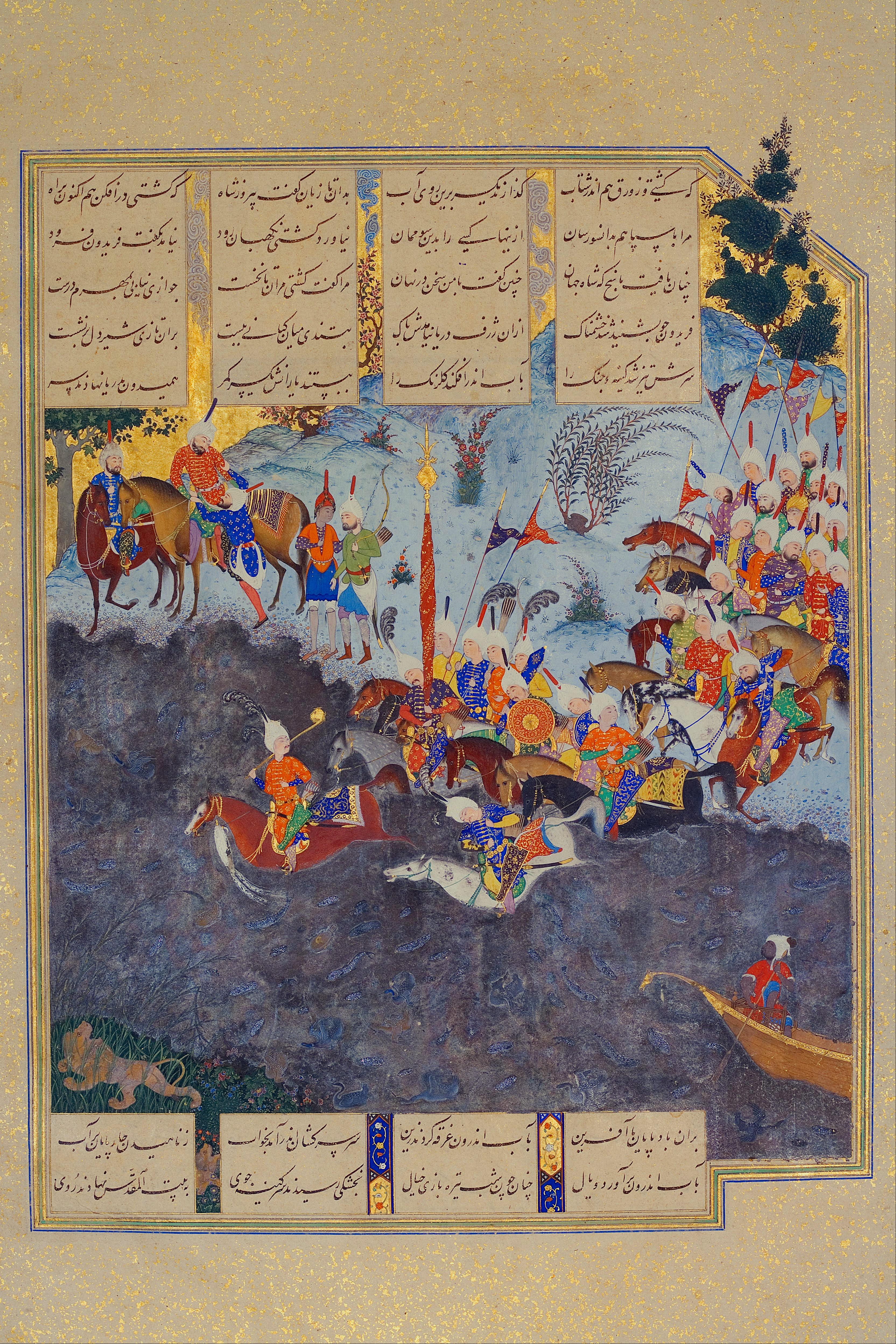
برگی از شاهنامه طهماسبی که به ماجرای عبور فریدون از دجله می‌پردازد. این برگه که یکی از ۲۵۸ صفحهٔ مصور از کتاب شاهنامهٔ طهماسبی است، در زمان شاه اسماعیل یکم در قرن دهم هجری بر اساس شاهنامهٔ فردوسی، توسط برجسته‌ترین نقاشان و خوش‌نویسان عهد صفویان تهیه شد. این اثر اکنون در مالکیت موزهٔ هنر اسلامی دوحه قرار دارد.

### تبار و زایش
در شاهنامه، فریدون پسر فَرانَک و آبتین از نژاد جمشید با فر شاهی معرفی شده است.
| خجسته فریدون ز مادر بزاد |  | جهان را یکی دیگر آمد نهاد  |
| ببالید بر سان سرو سهی    |  | همی تافت زو فر شاهنشهی     |
| جهانجوی با فرّ جمشید بود  |  | به کردار تابنده خورشید بود |

آبتین پدر فریدون از قربانیان ضحاک است. مادرش فَرانک او را به دور از چشم ضحاک به یاری گاوی به نام برمایه (پُرمایه) در بیشه‌ای پرورش می‌دهد. از ترس ضحاک، مادرش در سه سالگی او را در مرز ایران و هندوستان به البرز کوه (کوهی بلند) می‌برد و به دینداری می‌سپارد. ضحاک پس از آگاه شدن از جای پنهان شدن فریدون گاو برمایه را می‌کشد و دشت را به آتش می‌کشد.

### جویا شدن از نژاد و سرگذشت
فریدون در ۱۶ سالگی از کوه البرز به دشت می‌آید و از مادر نژاد خود را جویا می‌شود.
| فرانک بدو گفت کای نامجوی   |  | بگویم ترا هر چه گفتی بگوی |
| تو بشناس کز مرز ایران زمین |  | یکی مرد بُد، نام او آبتین  |
| ز تخم کیان بود و بیدار بود |  | خردمند و گرد و بی‌آزار بود |
| ز تهمورث گرد بودش نژاد     |  | پدر بر پدر برهمی داشت یاد |

فرانک به او می‌گوید که پدر تو آبتین بود که از نژاد کیان و تهمورث بوده است و مردی خردمند و پهلوان و بی‌آزار بود. برای نگهداری تو و پنهان کردنت از ضحاک روزهای بدی بر ما گذشت و پدرت جانش را فدای تو کرد و مغز پدرت را خوراک دو ماری که بر کتف ضحاک بود کردند.

### همراهی با کاوه و به بند کشیدن ضحاک
کاوه با شورشگران به نزد فریدون ۱۶ ساله می‌روند و وی را به رزم با ضحاک برای انتقام از خون پدر می‌کشانند. فریدون چرم‌پارهٔ کاوه را با پرنیان و زر و گوهر می‌آراید و آن را درفش کاویانی می‌نامد و به کین‌خواهی برمی‌خیزد. برادران فریدون به فرمان او پیشه‌وران را وامی‌دارند که گرزی برای او بسازند که بالای سر آن گاوی شکل باشد. چون گرز گاوسر ساخته می‌شود، فریدون با سپاهش به‌سوی کشور ضحاک حمله می‌برد. از رود اروند می‌گذرند و به اورشلیم می‌روند که کاخ ضحاک در آنجاست.

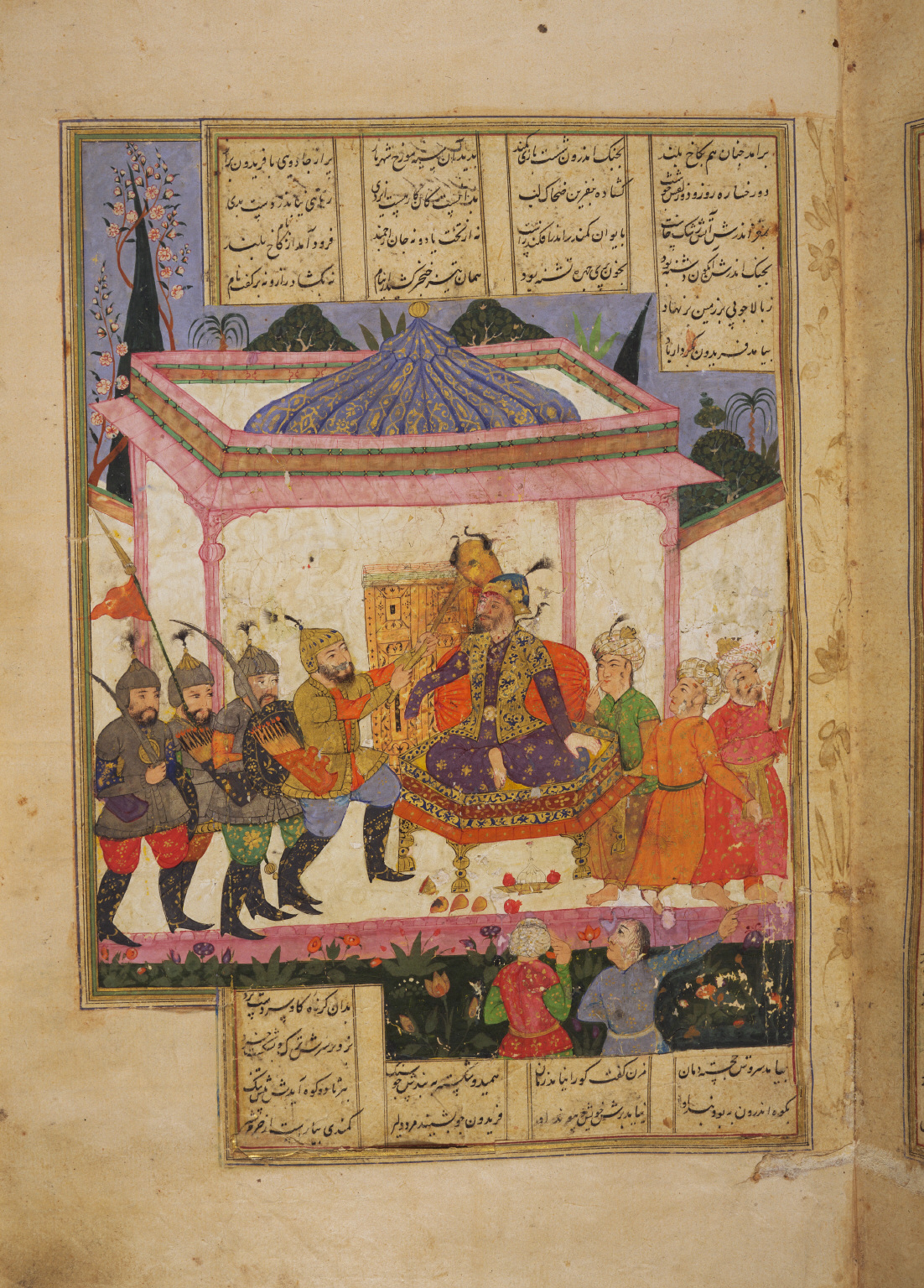
فریدون با گرز گاوسر، شاهنامه

سروش راز باطل شدن جادوی ضحاک را به فریدون می‌آموزد. فریدون به کاخ وارد می‌شود و از شبستان ضحاک شهرناز و ارنواز، دختران جمشید و خوبرویان گرفتار در آن‌جا را رها می‌سازد. هنگام مواجهه با ضحاک، گرز گاوسر را بر سر او می‌کوبد ولی پیک ایزدی او را از کشتن ضحاک بازمی‌دارد و به او فرمان می‌دهد با بندی که از چرم شیر درست شده باشد دست و پای ضحاک را ببندد و در غاری در کوه دماوند زندانی کند.

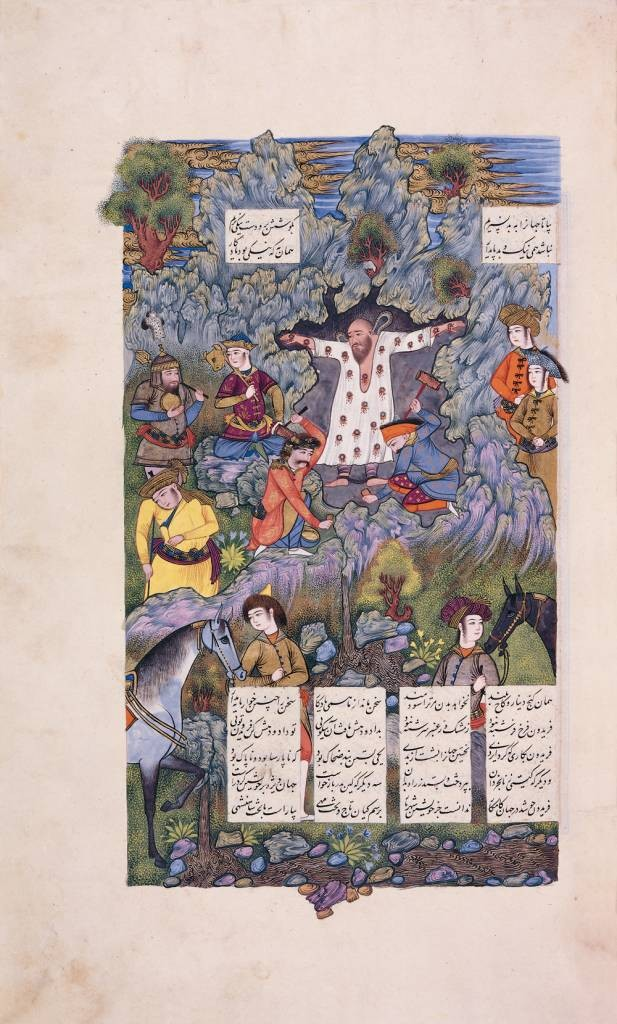
به بند کشیدن ضحاک، شاهنامه

### بر تخت نشستن فریدون
فریدون یگانه شهریار جهان می‌شود و در مهرماه تاج کیانی بر سر می‌گذارد. او پانصد سال پادشاهی می‌کند.

### نبرد با دیوان مازند
فریدون پس از غلبه بر ضحاک برای واپسین بار با دیوان روبه‌رو می‌شود. (دیو به ساده‌ترین بیان فردی پیرو آیینی دیگر بوده است). دیوان مازندران انسان‌هایی ساکن یکی از سرزمین‌های همسایهٔ ایران بودند (منظور طبرستان یا مازندران کنونی نیست) و خوی تاختن به دیگر سرزمین‌ها به‌ویژه ایران را داشتند. ایشان انسان‌هایی بزرگ‌پیکر و نیرومند بوده‌اند که به سرزمین ایران می‌تازند و از فریدون شکست خورده و بیرون رانده می‌شوند و پس از این مبارزه، همه چیز به روال عادی سوق داده می‌شود.

### همسران و پسران فریدون

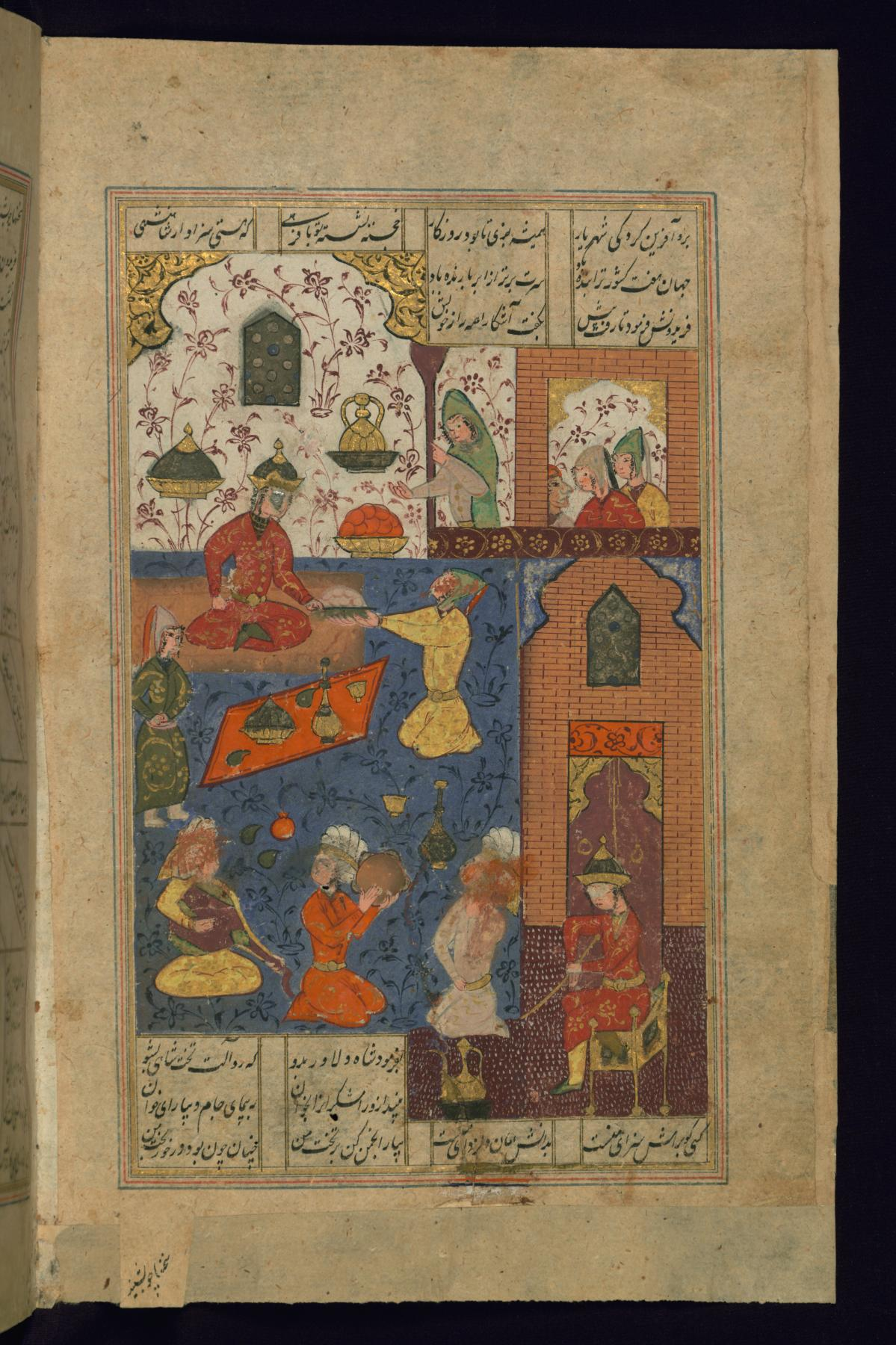
فریدون به همراه شهرناز و ارنواز

فریدون شهرناز و ارنواز دختران جمشید را که در اسارت ضحاک بودند را به همسری برمی‌گزیند و سه پسر حاصل این ازدواج‌ها است. سلم و تور از شهرناز و ایرج از ارنواز. سلم پسر بزرگ‌تر، تور پسر میانی و ایرج پسر کوچک‌تر است.

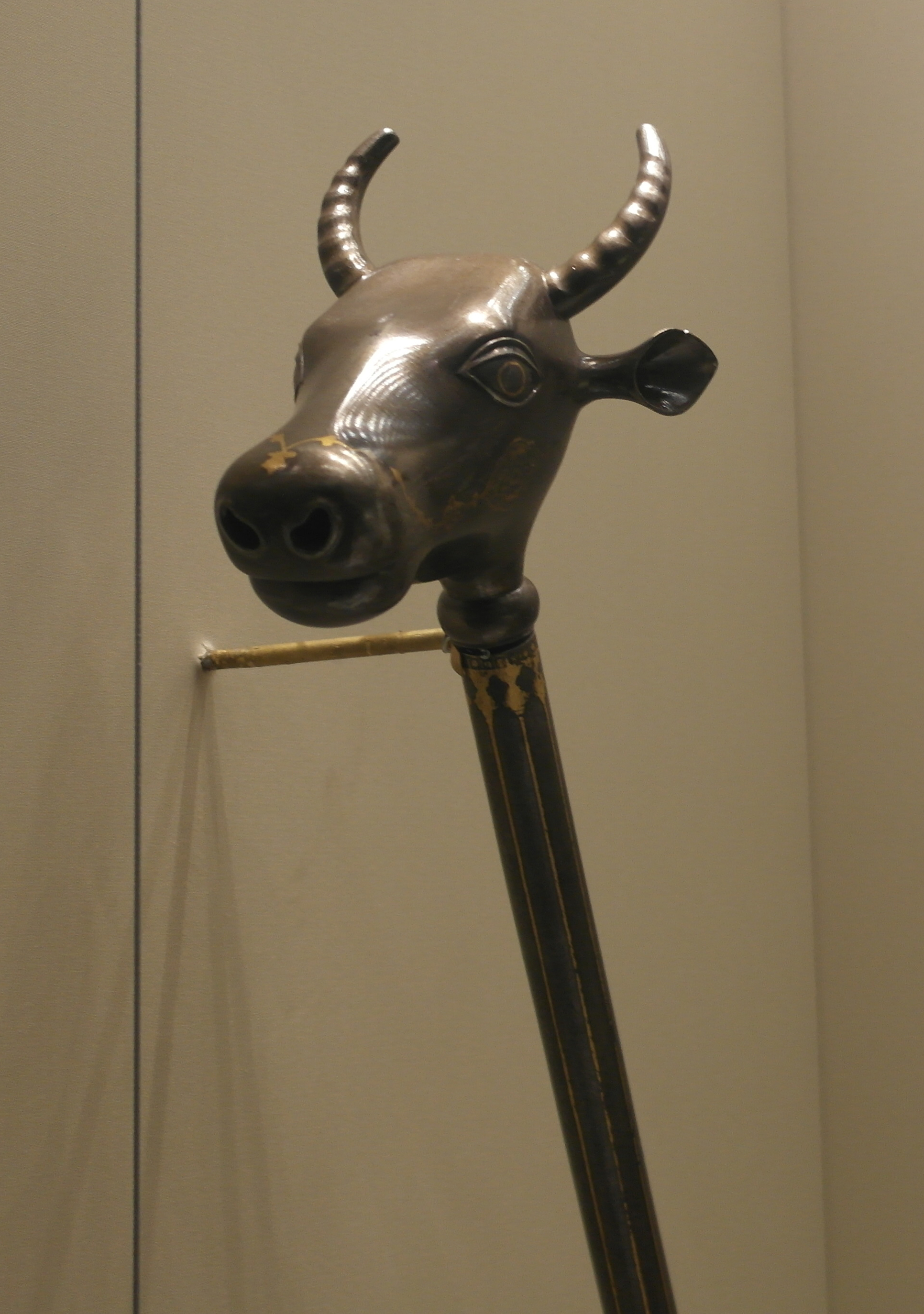
یک گرز گاوسر در موزه ارمیتاژ بخش اسلحه‌های شرقی بین قرن ۱۵ تا ۱۹ میلادی الهام گرفته شده از گرز گاوسر فریدون و منوچهر

## درکوش نامه
پس از رفتن آبتین از شیلا، طیهور پادشاه شیلا، پدر فرانک و پدربزرگ فریدون از کوش پیل دندان برادر زاده ضحاک که از سوی او به حکومت چین منصوب شده بود شکست می‌خورد و حکومتش نابود می‌شود. کوش پیل دندان نیز پس از پیروزی بر شیلا شهری به نام کوشان در سرزمینی آن سوی رود اکسوس تأسیس می‌کند و دستور می‌دهد مجسمه ای از خود در شهر برپا کنند و ساکنان را مجبور به پرستش می‌کند. سرانجام فریدون تصمیم می‌گیرد تا به ظلم و ستم کوش پیل دندان بر چین پایان دهد. او در نهایت قارن را با لشکری عظیم به سرزمین چین می‌فرستد. نیروهای فریدون پیروز می‌شوند و قارن در نبرد تن به تن کوش را شکست می‌دهد و به ایران می‌فرستد و در کنار ضحاک در دماوند زندانی می‌کند. کوش به مدت ۴۰ سال در زندان بود تا اینکه لشکری از سیاهان آفریقایی در حبشه و نوبه به شمال آفریقا حمله کردند و تا مصر به راه افتادند. در این هنگام اهالی آن مناطق از فریدون کمک خواستند. فریدون نیروهای ایرانی را برای شکست دادن دشمن به آنجا می‌فرستد و لشکر سیاهان را شکست می‌دهد اما با بازگشت ارتش ایران، دوباره سیاهان به مردم شمال آفریقا و مصر حمله کردند.
فریدون با مشاوران و وزیران خود مشورت کرد و به این نتیجه رسید که ظالمی خشن به غرب فرستاده شود. کوش به اتفاق آرا انتخاب می‌شود و او را از زنجیر رها می‌کنند و به حضور فریدون می‌آورند. کوش از فریدون طلب بخشش می‌کند و قسم می‌خورد که تابع وفادار پادشاه ایران شود. سپس کوش در راس یک ارتش به مصر و شمال آفریقا فرستاده می‌شود. او دشمن را شکست می‌دهد و غنایم را برای فریدون می‌فرستد. کوش همچنین چندین شهر جدید در منطقه ایجاد می‌کند. با این حال، کوش سوگند خود را به فریدون می‌شکند و آشکارا شورش می‌کند. او ایرانیان را در لشکر خود می‌کشد. کوش پادشاهی جدیدی بر پا می‌کند و امپراتوری گسترده‌ای در آفریقا تا حدود اندلس می‌سازد و دستور می‌دهد که تصویر او را در هر خانه بگذارند و هر روز عبادت کنند.
فریدون برای تسلط بر کوش، پسرش سلم را می‌فرستد تا کوش را شکست دهد. سلم بر ارتش کوش پیروز می‌شود اما کوش به غرب می‌گریزد. در این هنگام سه پسر فریدون با یکدیگر درگیر جنگ می‌شوند. سلم و تور با کوش متحد می‌شوند و بردار ناتنی خود ایرج را به قتل می‌رسانند و جهان را با کوش تقسیم می‌کنند. منوچهر نوه ایرج به انتقام خون پدربزرگ خود لشکری بزرگ را برای جنگ با تور و سلم و کوش رهبری می‌کند. تور و سلم در جنگ کشته می‌شوند و منوچهر با گرز گاوسر کوش را زخمی می‌کند و کوش مجروح به شرق می‌گریزد.

## در نوشته‌های پس از اسلام

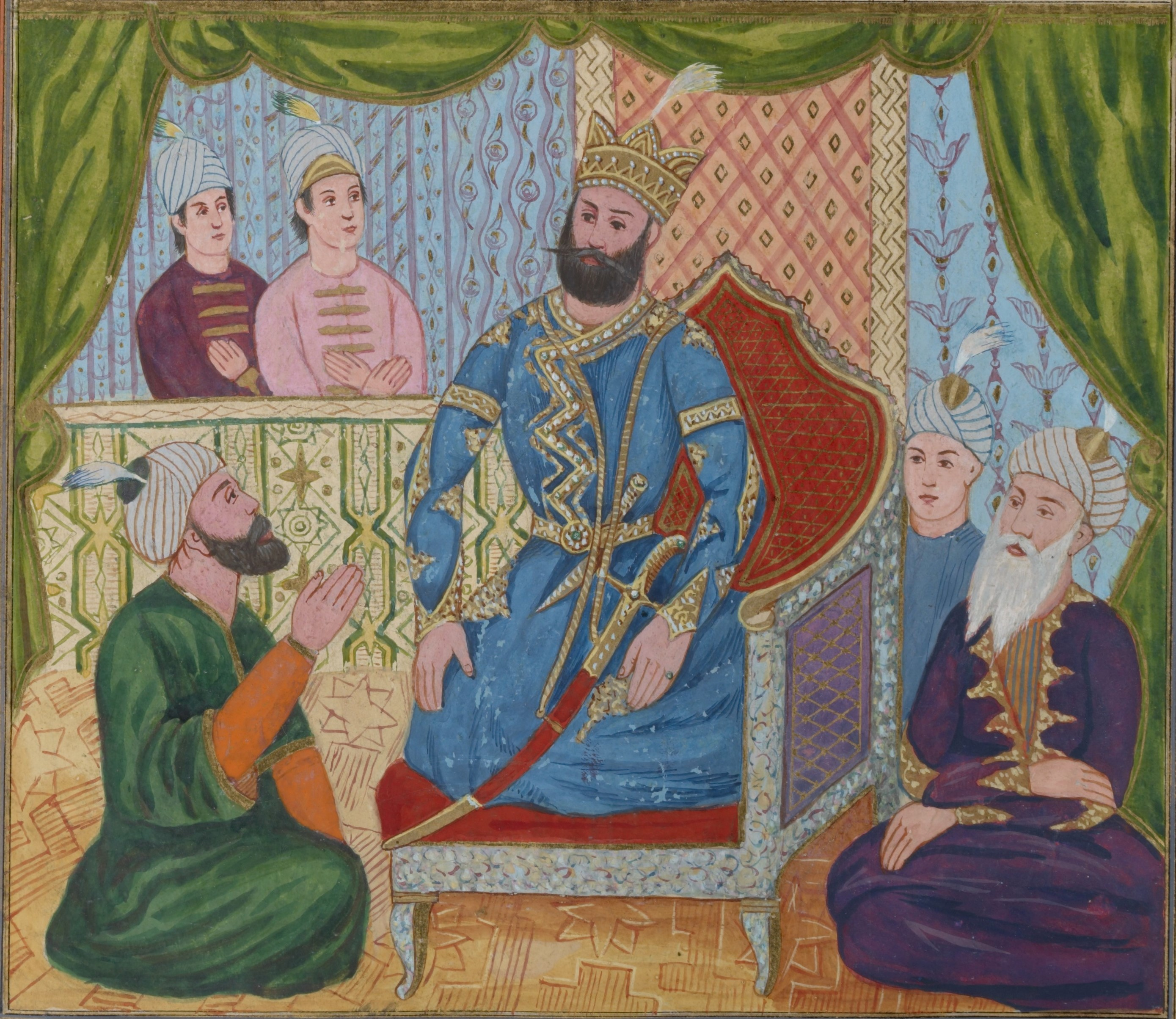
نگاره‌ای از فریدون در شاهنامه

### تاریخ طبری
فریدون از نسل جم و نهمین فرزند جم است. او که در دنباوند زاده شده. افریدون در یکی از ولایات از ضحاک پنهان شده بود و به یاران کابی پیوست و مردم از آمدن وی خرسند شدند. جایگاه ضحاک را هنگامی‌که وی در هند بود تصرف کرد و افریدون بر ضحاک چیره شد. او را به بند کرد و به کوه دنباوند بود که عجم برین باور است که تاکنون در بند آهنین شکنجه می‌کشد.
برخی دیگر گفته‌اند ضحاک در مقرّ خود بوده و افریدون بن اثفیان در روز مهر از ماه مهر به جایگاه او در قلعهٔ زرنگ رفته و اروناز و سنواز، دو زن او را گرفته، فریدون با گرز به سر او زده و او را به دنباوند برده و دستور به جشن گرفتن این روز در مهرگان می‌دهد و فریدون به تخت نشست. او گروهی از جنیان را بر ضحاک برگماشت. برخی هم گفته‌اند که ضحاک را بکشت.
فریدون نخستین کسی است که لقب کی گرفت که به معنای پاک است. فریدون مردی تنومند و نکوروی و شکوهمند و مجرب بود و بیشتر جنگ وی با گرزی بود چون سر گاو.

 چون بر ضحاک دست یافت ضحاک بدو گفت: مرا به انتقام جدت جم نکش؛ و افریدون گفت: سخت بالا گرفته‌ای و خویشتن را بزرگ پنداشته‌ای که چنین طمع می‌داری و بدو یادآوری کرد که جدش بزرگ‌تر از آن بود که همسنگ ضحاک باشد و گفت که او را در مقابل گاوی که در خانهٔ جدش بوده است می‌کشد.» 
به پندار پارسیان پدران افریدون تا ده پشت همه اثفیان لقب داشتند، از آنرو که از ضحاک بر فرزندان خویش بیمناک بودند و روایت بود که یکیشان بر ضحاک چیره شود و انتقام جم را بگیرد و اینسان به لقبها ممتاز و شناخته بودند، یکی را اثفیان صاحب گاو قرمز گفتند و اثفیان صاحب گاو ابلق و صاحب گاو چنان و چنان و فریدون پسر اثفیان پرگاو بود به معنی صاحب گاو بسیار.

### تاریخ ثعالبی
ضحاک که در میان دو دختر جمشید خوابیده خواب می‌بیند که سه نفر بر کاخ او می‌آیند و یکی از آن‌ها با گرزی گاوسر بر سر او می‌کوبد و او را بسته و به دماوند برده و در چاه زندان می‌کند. خوابگزاران با ترس به او می‌گویند که فرزندی از خاندان شاهان که هنوز زاده نشده شاهی را از او می‌گیرد. ضحاک دستور به سربریدن هر نوزادی می‌دهد که از خاندان شاهی است. همسر آبتین از خاندان تهمورث، زاییدنش را پنهان می‌دارد. فرزند را نام افریدون کرده و ماده گاوی به نام برمایون برای شیردهی‌اش فرا می‌خواند و پیرزنی از فرزند و گاو نگهداری می‌کند. پس از پایان شیرخوارگی پدر او را به کوهی بلند می‌برد. ضحاک افریدون را از پدر می‌خواهد و چون او سر می‌تابد گردن او و گاو ماده را می‌زند. پس از قیام کاوه به محل اختفای فریدون می‌رود گرز گاوسر می‌سازند و فریدون با کاوه و پسرش قارن به کاخ ضحاک می‌روند و با گرز گاوسر بر سر او می‌کوبد و او را در زهی از پوستش به بند کشیده و به کوه دماوند می‌برد که تا روز رستاخیز محبوس باشد. در روز مهر از ماه مهر که جشن مهرگان برگزار می‌شود به تخت شاهی می‌نشیند. فریدون چهره‌ای درخشان، گفتاری زیبا و روان، و پرتویی نیکبخت خدایی دارد.

### زین‌الاخبار
به نوشتهٔ زین‌الاخبار ایزد بر افریدون بن اثفیان فرشته‌ای به نام نریوسنگ می‌فرستد تا با کاوه همکاری کند و ضحاک را گرفته و به کوه دباوند برده و در آن به بند کشد. لشکری با کاوه فراهم می‌آورد اما برادران فریدون به او رشک می‌برند و برای کشتن او سنگی از بالای کوه می‌غلتانند که فریدون با بانگی آن را می ایستاند. ضحاک در گنگ دژ کوشکی افسون شده دارد از حیوانات وحشی چون شیر و ببر و پلنگ و اژدها که فریدون آن افسون‌ها را باطل می‌کند و به قصر وارد می‌شود. درین هنگام ضحاک در هندوستان است که با شنیدن خبر رسیدن فریدون به کاخ اش خود را به جادو بر بام کوشک می‌رساند و می‌بیند که زنانش یعنی خواهران جمشید ارنواز و شهرناز با جمشید نشسته‌اند. با فریدون روبرو می‌شود، فریدون گرز گاوسر را برداشته و از خداوند درخواست یاری می‌کند اما ضحاک از دیوان استعانت کرد. فرشتگان به کمک فریدون شتافتند. او از پوست ضحاک زهی برگرفت و او را در آن زه بست و به سوی دماوند برد و به زنجیر آهنین بست و در چاه انداخت.

### مجمل التواریخ
افریدون پسر اتفیان پسر همایون پسر جمشید شاه، مادرش فری رنک بود، دختر طهور پادشاه جزیره بسلا ماجین.

## فریدون و جشن مهرگان
برخی جشن مهرگان را یادبودی از به تخت نشستن فریدون می‌دانند. تاریخ طبری، ثعالبی، آثارالباقیه کشته شدن ضحاک و پادشاهی فریدون را در روز مهر از ماه مهر یاد می‌کنند. سبب آن هم شاید این باشد که فریدون به مانند میترا اژدهاکش است.

## شخصیت

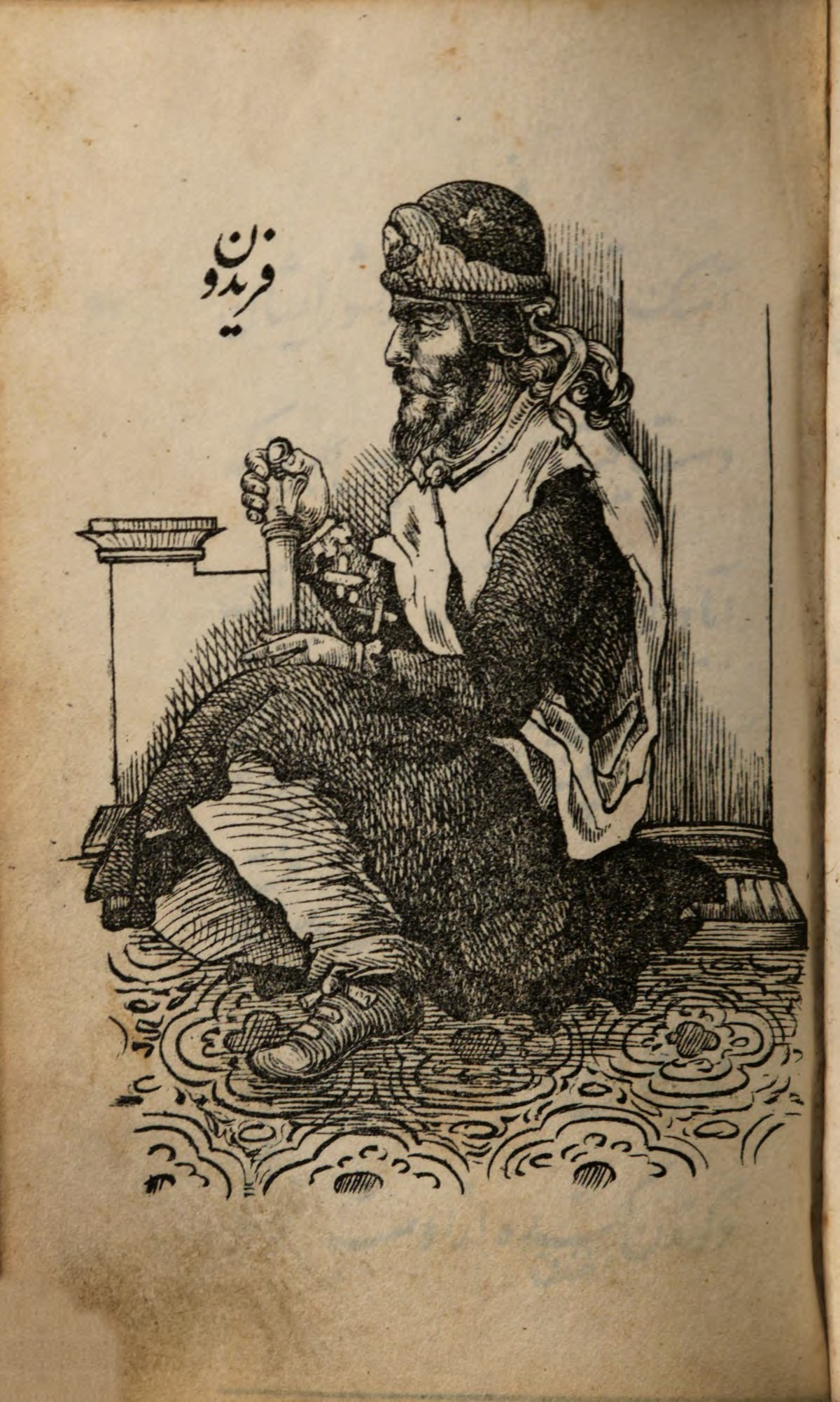
فریدون اثر عبدالمطلب اسپهانی در نامهٔ خسروان؛ کتابخانه ایالتی باواریا

فریدون در ادبیات ایرانی با گونه‌ای جادوگری و پزشکی نیز پیوستگی دارد و مورد پذیرش مردم بوده است.

### فریدون و جادوگری
فریدون قدرت شکستن طلسم کاخ ضحاک را دارد. برای آزمایش فرزندانش خود را به شکل اژدها درمی‌آورد. بر پایهٔ آبان‌یشت یک کشتی‌ران به نام پااورو Paurva را به شکل کرکس به پرواز درمی‌آورد و مانع از فرود آمدن او تا سه روز و سه شب می‌شود که کشتی‌بان برای آناهید نذر قربانی می‌کند و دوباره به شکل انسان برمی گردد. وی همچنین دیوان مازندر را به گاو نری می‌بندد و آن‌ها را تبدیل به سنگ می‌کند.

### فریدون و پزشکی
در نوشته‌های اوستایی نشانه‌های بسیاری پیداست که گویای احترام و حرمت ایرانیان برای طبابت فریدون است و او یک پزشک شناخته می‌شود.
در بند ۱۳۱ از فروردین‌یشت، آمده است که برای ازمیان بردن گری، تب، آبگونه‌های چرکین گوناگون و آسیب‌هایی که از مار پدید آمد، فریدون ستود می‌شود. در دین‌کرد هفتم از فریدون به عنوان پزشکی که دردها را راند نام برده می‌شود. طبری وی را نخستین کسی می‌داند که به طب و نجوم پرداخته است. برخی تعاویذ و افسون‌های نوشته شده به زبان پهلوی، پازند و پارسی در گذشته توسط زردشتیان هند و ایران که به فریدون برای شفای امراض توسل می‌جستند نشانگر سابقهٔ فریدون به عنوان یک طبیب در اذهان است.
پزشک بزرگی که در دانش پزشکی زردشتی به نام «ثریت» است در اساطیر ایرانی رزمنده و پزشک است و کسی است که مخترع دانش پزشکی و کشندهٔ روح خبیث است که انگره مینو باشد، علاوه بر آن دهندهٔ هوم و سازنده تریاق نیز هست.
در کتاب مقدس زردشتیان آمده است که اهورامزدا کاردی گوهرنشان به ثریته عنایت کرد تا با آن عمل جراحی انجام دهد.
در فروردین‌یشت فقرهٔ ۱۳۱ آمده است: «فروهر پاکدین، فریدون، از خاندان آبتین را می‌ستاییم از برای ایستادگی بر پاد (ضد) گرمی و تب سرد.
حمزه اصفهانی نیز گوید که فریدون افسون‌ها و تریاق را از تنهٔ افعی‌ها پدیدآورد، دانش پزشکی را بنیاد کرد؛ و رهنمون به گیاهان (داروها) شد که آفت و گزن را از جانداران دور کند.
ابوعلی بلعمی نیز آرد نخستین ملکی که به دانش ستاره‌شناسی اندر نگریست، افریدون بود و به دانش پزشکی نیز رنج برد و تریاک بزرگ او به‌دست‌آورد.

### فریدون و ناسپاسی از ایزد
هرچند که در متن‌های پهلوی جزء گناهکاران به‌شمار رفته و حتی آمده است که او نخست بی‌مرگ آفریده شده بود، ولی به دلیل دست یازیدن به گناه میرا شد. گناه وی نافرمانی از ایزد برشمرده شده و شاید به دلیل ترجیح او به فرزند کوچک‌ترش یعنی ایرج بوده باشد.

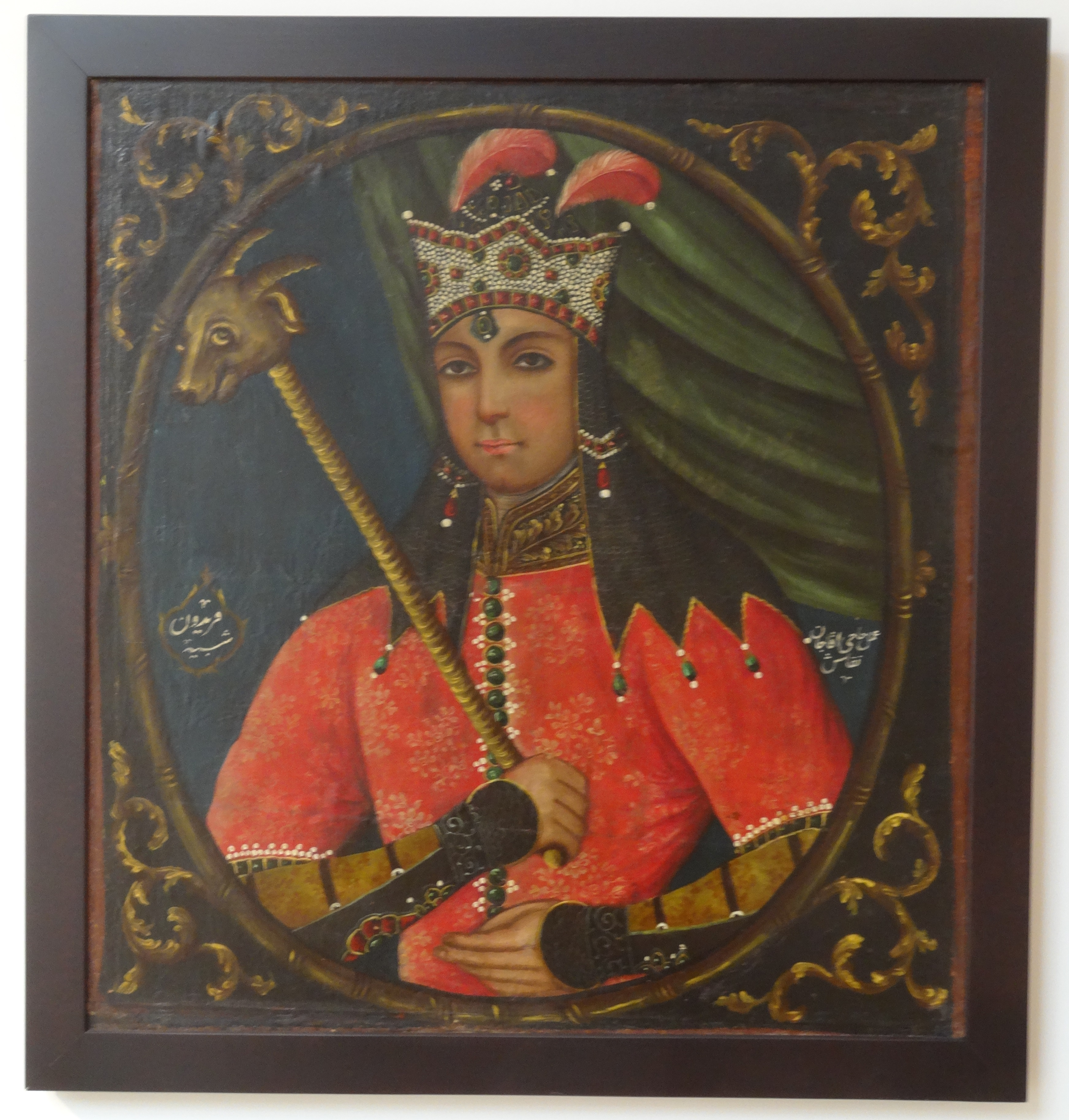
نگاره‌ای از فریدون اثر حاجی آقا جان در دورهٔ قاجاری

دربارهٔ او در شاهنامه آمده است:
| فریدون فرخ فرشته نبود       |  | ز مشک و ز عنبر سرشته نبود   |
| به داد و دهش یافت آن نیکوئی |  | تو داد و دهش کن فریدون توئی |

## پایتخت فریدون در شاهنامه
فریدون جنیدی بنابر ابیات شاهنامه، پایتخت فریدون پیشدادی را در شهر باستانی کوس در طبرستان دانسته است.
| ز آمل گذر سوی تمیشه کرد   |  | نشست اندر آن نامور بیشه کرد |
| کجا کز جهان کوس خوانی ورا |  | جز این نیز نامی ندانی ورا   |

بنابر پژوهش‌های فریدون جنیدی، کوس یکی از شهرهای باستانی ایران در طبرستان بوده که موقعیت جغرافیایی آن در شهرستان نور استان مازندران امروزی قرار داشته است. شهر تمیشه نیز از شهرهای تبرستان بود که به‌دست سپاهیان عرب نابود شد و از شهر کوس نیز پس از ویرانی دو روستای کوچک در شهرستان نور مازندران امروزی به نام‌های کوسه زر و کوسه مله بر جای مانده است. ییش از او نیز، صادق کیا ضمن پژوهشی بر شاهنامه، پایتخت فریدون و منوچهر را طبرستان (آمل و تمیشه) دانسته بود. از اوضاع تمیشه پیش از اسلام اطلاع چندانی در دست نیست. در شاهنامه آمده که شهر تمیشه پایتخت فریدون بوده است. در دورهٔ ساسانیان، انوشیروان در مشرق تمیشه دیواری آجری از کوه تا دریا ساخت تا از حملهٔم ترکان به طبرستان جلوگیری کند.

## همانندی با اساطیر آریایی

### همانندی‌ها با اساطیرهای هندی
در ریگ‌ودا از کسی به نام تریتا به معنای «سومین» یاد می‌شود که ماجراهایش با فریدون نزدیکی دارد. همچنین لقبش تریتا آبتیه است که با اثویه پدر فریدون در اوستا همخوانی می‌کند. هر دو پهلوان کشندهٔ اژدها هستند. تریتا با اژدهایی به نام ویشوَ روپه viśvarupa می‌جنگد، این نبرد در آسمان است و بر سر گاوهایی که اژدها در غار زندانی کرده است. اژدها با گرز رعدآفرین تریته آپتیه کشته می‌شود و گاوها آزاد می‌شوند.
این امکان وجود دارد که در گذشته‌ای بسیار دور دو برادر از خاندان آتپیاس بوده‌اند یکی جنگجو و دیگری پزشک. در افسانه‌های ایرانی ثریتونه برجسته شده و نمودار هر دوی آن‌ها گشته است.
همانندی‌های بسیار فریدون با خدایان هندی: ایندرا و تریته آپتیه، نشانگر این است که اسطورهٔ فریدون برای هماهنگی با دین‌هایی چون زرتشتی و اسلام دچار دگرگونی‌هایی شده است.

### همانندی‌ها با اساطیر هیتی‌ها
چندین نمایه از افسانهٔ «سوم» در داستانی از قوم هیتی برجاست که دربارهٔ نبرد خدای توفان و ماری به نام ایلویانکا Illuyanka است.

### همانندی‌ها با اساطیر اروپایی
در افسانه‌های روسی، ایوان سوم Иван Третий ماری سه‌سر را شکست می‌دهد.

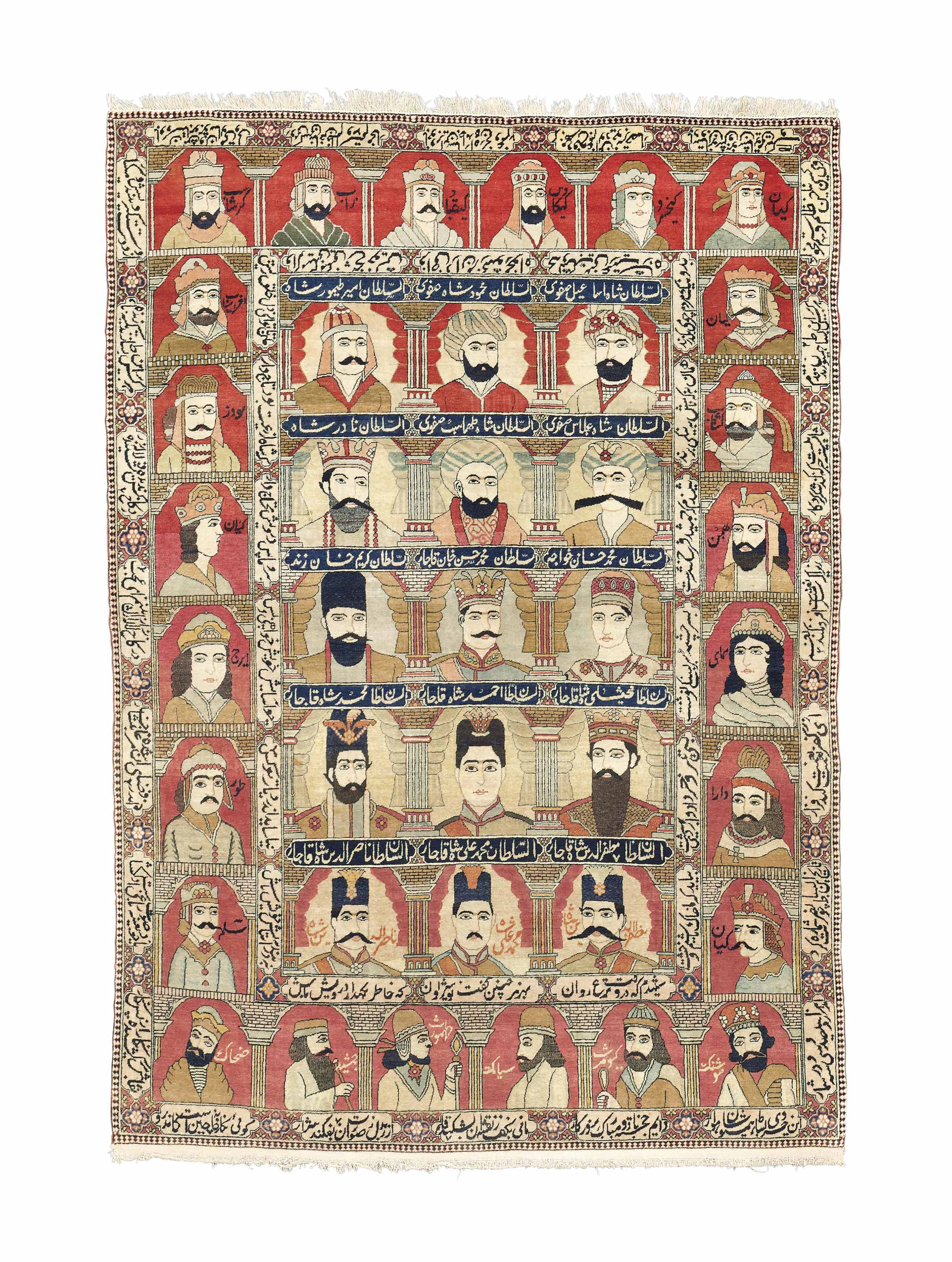
یک فرش کهن کاشانی از دورهٔ قاجاری که دور تا دور آن نقش پادشاهان اسطوره‌ای ایران قرار گرفته‌اند. در میانهٔ آن، نگارهٔ چند تن از شاهان ایران نوین جا داده شده است.

## سلاله حاکمیت
| پادشاه پیشین: ضحاک | فریدون فهرست شاهان پیشدادی | جانشین: ایرج |